# Stine Fischer Christensen
Stine Fischer Christensen, née le 3 février 1985, est une actrice danoise. Elle a joué dans plus d'une quinzaine de films depuis 1997. Elle a remporté le prix Bodil et Robert de la meilleure actrice dans un second rôle pour son interprétation d'Anna Louisa Hansson dans After the Wedding.

## Filmographie

### Cinéma
- 2006 : After the Wedding : Anna Louisa Hansson
- 2007 : Echo (en): Angélique
- 2011 : Die Unsichtbare (de): Joséphone Lorenz
- 2017 : Darkland : Stine
- 2020 : Valhalla (en): Frigg
- 2021 : La Dernière Nuit de Lise Broholm de Tea Lindeburg : tante Karen

### Télévision
- 2005 : Unge Andersen (da) : Sophie

## Distinctions
- Bodil de la meilleure actrice dans un second rôle (2006)
- Robert de la meilleure actrice dans un second rôle (2007)